# سولون وليامز
سولون وليامز (بالإنجليزية: Solon Williams) هو سياسي أمريكي، ولد في 4 أكتوبر 1860 في لورانس في الولايات المتحدة، وتوفي في 3 يناير 1945 في سياتل في الولايات المتحدة. حزبياً، نشط في الحزب الجمهوري. وقد انتخب عضو مجلس نواب واشنطن.